# هفت ضربدر هفت

آگهی تبلیغاتی فیلم در یکی از جراید کثیر الانتشار، ۱۳۴۷ خورشیدی

هفت ضربدر هفت (انگلیسی: Seven Times Seven) یک فیلم سرقت کمدی ایتالیایی به کارگردانی میکله لوپو و نقش‌آفرینیِ گاستونه موسکین است که در سال ۱۹۶۸ منتشر شد. این فیلم پیش از انقلاب در ایران با نام هفت سارق طلایی دوبله و در سینماها اکران شد.

## گزیدهٔ بازیگران
- گاستونه موسکین
- لایونل استندر
- رایموندو ویانلو
- گوردون میچل
- ناتسارنو زامپرلا
- اریکا بلانک
- تری-توماس
- توری فرو
- آدولفو چلی
- پائولو بوناچلی
- پوپو د لوکا
- ری لاولاک
- نیل مک‌کارتی
- جان بارتا
- فولویو مینگوتسی
- جفری کاپلستن
- دیوید لاج